# ابراهیم زال‌زاده
ابراهیم زال‌زاده (۵ اسفند ۱۳۲۵ – ۵ اسفند ۱۳۷۵) روزنامه‌نگار و ناشر ایرانی بود که در جریان قتل‌های زنجیره‌ای به قتل رسید.

## زندگی
وی از ناشرین فعال ایران بود که همزمان دو مؤسسه نشر ابتکار و بامداد را اداره می‌نمود. در نشریه معیار که مدیر مسئولی آن را نیز بر عهده داشت مقاله ای منتشر کرد که باعث توقیف نشریه و آخرین مقاله او شد. وی خطاب به هاشمی رفسنجانی در آن مقاله نوشته بود:
«آقای رئیس‌جمهور هیچ رژیمی در ایران پایدار نبوده و شما بهتر می‌دانید که اگر رژیم نتواند از تاریخ درس بگیرد و منطبق با خواست‌های مردم حرکت نکند سرنگون خواهد شد.»

### افشاگری دربارهٔ فاجعه سینما رکس
وی از جمله افرادی بود که اعتقاد داشت آتش‌سوزی سینما رکس آبادان با هدف سیاسی بود و در این باره کتابی با نام واقعیت سینما رکس نوشت که مأموران امنیتی، دو ماه پیش از قتل، در یک شبیخون نابهنگام به خانه‌اش همه دست‌نوشته‌ها و فایل‌های کامپیوتری او را ربودند.

### همکاری با شاملو
مجموعه اشعار شاملو را انتشارات بامداد متعلق به زال زاده در آلمان به چاپ رسید.

### قتل
زال‌زاده در جریان قتل‌های زنجیره‌ای ۵ اسفند سال ۱۳۷۵ ناپدید شد و در اوایل فروردین ۱۳۷۶ جسد او در بیابان‌های یافت آباد در حالی پیدا شد که با وضعیتی مشابه آنچه بعدها بر پروانه داریوش فروهر رفت، کارد آجین شده بود. سینه و پشت او را با ۱۵ ضربه کارد پاره‌پاره کرده بودند. خانواده و دوستان ابراهیم زال زاده در دوازدهمین سال قتل او با انتشار اطلاعیه‌ای تحت عنوان «گرامی باد یاد ابراهیم زال‌زاده، جان فشاندهٔ راه آزادی»، یاد و خاطرهٔ او را گرامی داشته و بار دیگر خواهان دادخواهی و معرفی آمران و عاملان این جنایت شده‌اند.

## انتشاراتِ ابتکار
زال‌زاده بنیان‌گذار و مدیرِ انتشاراتِ ابتکار بود که کتاب‌هایی از نویسندگانِ گوناگون، من جمله بهرام بیضایی، منتشر کرد.

## یادداشت پرند زاهدی (زال زاده)
پرند زاهدی (زال زاده) دختر ابراهیم زال زاده در ۵ اسفند ۱۳۹۷ در صفحه اینستاگرام شخصی خود برای پدرش چنین نوشت: این موقع از سال که می‌رسد تلخی از طعمِ روزگارم نمی‌کاهد! هر سال عمرت را با هراس سر رسید اسفند سپری کردن، تنها دلواپسی‌های دلِ یک دخترِ داغدار را می‌خواهد که حرامیان آن دوران خون پدرش را ریختند و حرام اندیشگانِ حالا، حلالیت خودش را، بر مسند انکار نشسته‌اند! با اینکه در این روز دیگر هیچ‌گاه تولدت را به شادمانی، جشن نخواهیم گرفت؛ سالهاست که کنار آمده‌ام. اما با مرگت در همین روز نه! نتوانستم… من با خدا و خواستِ خدا و خروارها خاکی که با اجبار و بی‌امان، تو را در خواب و خون به آن سپردم، همه عمر در نبرد بودم و بدتر آن که هرگز نرسیدم، به هیچ پاسخ… من اما، بزرگ شدم با درد اما شناختم آدمها را با رنج! اما خوردم غصه‌ها را با شک! اما رفتم راه‌ها را با ترس اما دیدم هراس‌ها را!... آری پدر جان، من به چشم خویشتن دیدم که بزرگی با انسان چه می‌کند، که حتی بیست سال بعد از مرگش هم نابخردانِ دوران، به پشتِ نام متبرکش پناه می‌گیرند تا پدیدار شود، اندیشه‌های پلیدشان! فقط رخصت نبود که بپرسم در این بیست سال، بر کدام بام، داعیه داری از حق و آزادی را با مصلحت ناحقِ خویش، دو هوا می‌کردند!؟ چرا حتی یکبار، یک نفر شان، یک پیام تسلیت هم نگفت ؟! هواداری از خونت که هیچ، چرا یک نفر هواخواهِ اندیشه ات نشد!؟ حالا اما شهید فکر و فرهنگت می‌نامند!!! چرا؟ چون زمانه ایجاب می‌کند که زیست کنند رنگ به رنگ به مانند آفتاب‌پرست، هر ثانیه هفت رنگ… دلت نگیرد پدر جان… من هم آنها را سپردم به دست همان خدایی که به خواستش تو را سپردم به خاکش! من اما سخت دل تنگ تو هستم. من از ثانیه‌های این زندگی، هزاران ساعت از تو و از هر روز این روزگار، هزاران سال، طلب دارَمَت… پدر جانم… خیالت تخت، روحت آسوده، من این روزگار را می‌گذرانم و بدتر از این را هم نیز… چرا که من دخترِ تو هستم و همچون تو، هیچ قدرتی در این جهان قادر نخواهد بود مرا به آنچه نیستم، مبدل سازد… و این است اصلِ آزادگی که تو در رگهایم جاری ساخته‌ای …